# فرودگاه بین‌المللی آرگایل
فرودگاه بین‌المللی آرگایل (به انگلیسی: Argyle International Airport) یک فرودگاه همگانی است که یک باند فرود آسفالت دارد و طول باند آن ۲۷۴۴ متر است. این فرودگاه در کشور سنت وینسنت و گرنادین‌ها قرار دارد .